# Арберешки језик
Арберешки језик (арбанашки језик; italo-albanian, albanian, albanesisch, arber, arberés, arbresh, arnaut, škip, shqipēri, shquipni, arbëreshë albanian, arbëreshë, arbërerisht, arbërisht, arbërishtja; ISO 639-3: aae), један је од четири члана албанских макројезика, настао од тоскијског којим данас говоре албански Арбереши (Арбанаши) на југу Италије у Калабрији, Апулији, Базиликати, Молизеу и на Сицилији.
Представник је тоскијске подгрупе албанских језика. Њиме говоре потомци Албанаца који су у 15. веку избегли пред отоманском инвазијом. Нема службеног статуса и не учи се у школама. Говорници га говоре код куће, а у контакту са Италијанима, употребљавају италијански.
Постоји више дијалеката названих према локалитету: калабријски албански [aae-cal], централнопланински албански [aae-cen], сицилијски албански [aae-sic], campo marino албански [aae-cam]; молишки албански..
Укупна популација је око 80.000 говорника односно 260.000 етничких.